# IC 458
IC 458 — галактика типу E-S0 (еліптична спіральна галактика) у сузір'ї Рись.
Цей об'єкт міститься в оригінальній редакції індексного каталогу.